# كباري سالم
كباري سالم (مواليد 12 فبراير 1968) هو ملاكم مصري، مثّل بلاده في الألعاب الأولمبية الصيفية 1996.

## روابط خارجية
كباري سالم على موقع بوكس ريك (الإنجليزية) (registration required)
- كباري سالم على موقع اللجنة الأولمبية الدولية (الإنجليزية)
- كباري سالم على موقع أوليمبيديا (الإنجليزية)